# Partyzánská republika Montefiorino
Partyzánská republika Montefiorino (italsky Repubblica partigiana di Montefiorino) byl státní útvar, který vznikl 17. června 1944 v regionu Emilia-Romagna nedaleko Modeny.
Během chaosu, který zavládl v Itálii po kapitulaci a po vzniku Italské sociální republiky na severu země, do jejíhož teritoria Partyzánská republika Montefiorino spadala, se v kraji vytvořila z vojáků bývalé italské armády řada partyzánských skupin. 17. června 1944 partyzáni dobyli po boji s pravidelnými jednotkami Italské sociální republiky a Černými brigádami hrad tyčící se nad městem Montefiorino a vyhlásili levicovou republiku. Území tohoto bizarního státního útvaru zabíralo asi 1200 km čtverečních převážně hornatého terénu a žilo zde asi 50 000 lidí. Na straně partyzánů bojovalo asi 5000 mužů, vyzbrojených pouze pěchotními zbraněmi italského, německého a britského původu. Na vyhlášení republiky reagovalo jak německé velitelství v oblasti, tak představitelé fašistické Italské sociální republiky a na konci června 1944 na oblast zahájilo útok 30 000 německých vojáků, italských vojáků a gardistů. V celé oblasti republiky byly vypalovány vesnice a zabíjeni civilisté, kteří neměli ve většině případů s pokusem o partyzánskou republiku nic společného.
Německo-italské oddíly měly silnou dělostřeleckou podporu a na jejich straně bojovaly i některé jednotky Fallschirm Panzer Divizion Hermann Göring, které měly velké bojové zkušenosti.
Republika zanikla 1. srpna 1944 po obsazení celého území německými a fašistickými jednotkami.